# Syzygium cyanophyllum
Syzygium cyanophyllum är en myrtenväxtart som först beskrevs av P.C.Kanjilal och Debika Das, och fick sitt nu gällande namn av Mukat Behari Raizada. Syzygium cyanophyllum ingår i släktet Syzygium och familjen myrtenväxter.
Artens utbredningsområde är Assam (Indien). Inga underarter finns listade i Catalogue of Life.